# Chris Merritt (Footballtrainer)
Chris Merritt (* 7. Dezember 1969) ist ein US-amerikanischer American-Football-Trainer.

## Laufbahn
Merritt, der in der Nähe von Indianapolis aufwuchs, spielte von 1988 bis 1992 für die Hochschulmannschaft der Indiana University, 1993 und 1994 gehörte er zum Trainerstab der Eastern Illinois University. Er war zwei Jahre in Schweden, ab 1996 war Merritt bei den Hamburg Blue Devils in der Football-Bundesliga Mitglied des Trainerstabs von George White und dort für die Verteidigung zuständig. Nach dem Tod Whites im September 1996 rückte Merritt ins Amt des Cheftrainers auf und führte die Mannschaft im Oktober 1996 zum Gewinn des deutschen Meistertitels, nachdem im vorherigen Saisonverlauf unter White bereits der Eurobowl gewonnen worden war. Im Juni 1997 führte Merritt die Hamburger zur Titelverteidigung im Eurobowl, 1998 gelang ihm mit seiner Mannschaft vor 11 700 Zuschauern im Hamburger Millerntorstadion der dritte Eurobowl-Sieg in Folge. Die Endspiele um die deutsche Meisterschaft in den Jahren 1998 und 1999 verlor Merritt mit den Teufeln jeweils gegen Braunschweig. Nach der 1999er Saison trennten sich die Wege des US-Amerikaners und der Hamburger. Im Spieljahr 2000 war Merritt Cheftrainer des Erstligisten Stuttgart Scorpions.
Er kehrte in die Vereinigten Staaten zurück und arbeitete zunächst im Trainerstab des Thiel College (Bundesstaat Pennsylvania), dann von 2001 bis Jahresende 2018 als Cheftrainer an der Christopher Columbus High School in Miami (Bundesstaat Florida). Er führte die Schülermannschaft zweimal ins Endspiel um die Meisterschaft im Bundesstaat Florida. Während seiner Zeit an der Christopher Columbus High School war Merritt zeitweise zusätzlich für den US-Footballverband tätig und war unter anderem Mitglied des Trainerstabs der U19-Nationalmannschaft, die 2009 in ihrer Altersklasse Weltmeister wurde. Im Dezember 2018 wurde er als neuer Cheftrainer der Hochschulmannschaft der Bryant University (Bundesstaat Rhode Island) vorgestellt.